# Haikou Center
 (octobre 2021).
Le Haikou Center est un gratte-ciel en construction à Haikou en Chine. Il s'élèvera à 288 mètres. Son achèvement est prévu pour 2021. 